# Acanthocinus
Genre
Acanthocinus est un genre de coléoptères de la famille des Cerambycidae.

## Liste d'espèces
ITIS ne reconnaît que les espèces suivantes :
- Acanthocinus angulosus (Casey, 1913)
- Acanthocinus leechi (Dillon, 1956)
- Acanthocinus nodosus (Fabricius, 1775)
- Acanthocinus obliquus (LeConte, 1862)
- Acanthocinus obsoletus (Olivier, 1795)
- Acanthocinus princeps (Walker in Lord, 1866)
- Acanthocinus pusillus Kirby in Richardson, 1837
- Acanthocinus spectabilis (LeConte, 1854)

### Espèces rencontrées en Europe
- Acanthocinus aedilis (Linnaeus, 1758)
- Acanthocinus carinulatus (Gebler, 1833)
- Acanthocinus griseus (Fabricius, 1792)
- Acanthocinus henschi Reitter, 1900
- Acanthocinus hispanicus Sama & Schurmann, 1980
- Acanthocinus meyeri Vitali, 2011
- Acanthocinus reticulatus (Razoumov, 1789)
- Acanthocinus xanthoneurus (Mulsant & Rey, 1852)